# 任國
任國为周代的諸侯，在今天的山东济宁市任城区，泗上十二諸侯之一，一直充当小国的角色，为齐、晋、鲁等大国的藩屬，后来亡于秦国。
有仍氏又名有任氏，风姓，居于山东济宁微山湖畔，是太昊、少昊的后裔。有仍与夏后来往密切，之间有通婚现象。相妻缗来自有仍。相被寒浞杀害时，缗已方妊，她避居故乡，在有仍生下少康。少康复兴后，封有仍族人于任国。